# Koninklijke Academie voor Nederlandse Taal- en Letterkunde
La Koninklijke Academie voor Nederlandse Taal- en Letterkunde ou KANTL (« Académie royale de langue et littérature néerlandaises ») est une institution belge située à Gand. Elle a été fondée en 1886 afin de stimuler la vie culturelle et littéraire en Flandre.
L'académie s'appelait Koninklijke Vlaamse Academie voor Taal- en Letterkunde (« Académie royale flamande de langue et de littérature ») jusqu'en 1974, lorsqu'un décret du Conseil culturel de la Communauté flamande (le précurseur du Gouvernement flamand) décida que le néerlandais était la dénomination officielle de la langue parlée en Flandre.
L'académie fut la première institution officielle de Belgique où était étudié de façon scientifique le néerlandais. Sa compétence a été plus tard limitée à la langue et à la littérature néerlandaises, pour lesquelles elle a toujours une fonction de conseil auprès du gouvernement flamand. Elle a joué un rôle important dans l'émancipation flamande et a en grande partie mené le Mouvement flamand sur le terrain culturel et intellectuel. Politiquement, l'académie est toutefois toujours restée neutre.
Depuis 1939, l'académie comprend 30 membres ordinaires et 25 membres d'honneur étrangers.
Son secrétariat et sa bibliothèque sont situés à la Koningstraat à Gand.
L'académie remet tous les cinq ans le Prijs Proza KANTL doté de 6 250 €.
Son équivalent francophone est l'Académie royale de langue et de littérature françaises de Belgique.

## Source
- (nl) Cet article est partiellement ou en totalité issu de l’article de Wikipédia en néerlandais intitulé « Koninklijke Academie voor Nederlandse Taal- en Letterkunde » (voir la liste des auteurs).